# L'Italia vista dal cielo
L'Italia vista dal cielo è una serie di 14 documentari realizzati da Folco Quilici dal 1966 al 1978. Tali filmati, richiesti, sponsorizzati e finanziati dalla Esso italiana, avevano l'obiettivo di ritrarre le bellezze paesaggistiche, artistiche e architettoniche di ogni regione dell'Italia con riprese aeree effettuate tramite elicottero.
L'idea iniziale nacque da un colloquio tenutosi nell'autunno del 1965 a Roma tra Folco Quilici e Lorenzo Cantini, allora direttore delle relazioni esterne della Esso italiana. Inizialmente ogni film avrebbe dovuto avere una durata di 30 minuti e raggruppare due regioni italiane. Successivamente fu possibile dedicare più tempo ad ogni singola regione, arrivando a 90 minuti per le regioni Lazio e Toscana.
I commenti dei  filmati furono affidati a importanti letterati e storici d'arte dell'epoca come Cesare Brandi, Mario Praz, Italo Calvino, Guido Piovene, Michele Prisco, Ignazio Silone e Mario Soldati.
La realizzazione tecnica dell'opera fu resa possibile dall'incontro tra Folco Quilici e Albert Lamorisse, inventore dell'Helivision, straordinario marchingegno per attenuare le vibrazioni alla macchina da ripresa sistemata a bordo di un elicottero (ad esempio un AB-204B, come testimoniato dal pilota Fausto Balilla Albani che partecipò alla realizzazione di alcuni episodi nell'estate del 1971). Fu creata appositamente anche una società di produzione, la Moana Gruppo di lavoro documentario, che produsse poi tutti i lavori di Quilici.
Ogni film della serie venne presentato nel capoluogo della regione alla presenza dei rappresentanti politici, civili, culturali, religiosi. A Venezia al Teatro La Fenice, a Palermo al Teatro Massimo, a Roma al Teatro Argentina, a Milano al Teatro Nuovo, a Napoli al Teatro San Carlo, a Bari al Teatro Petruzzelli, a Bologna al Teatro comunale. Furono presi accordi per rappresentazioni in scuole ed università. I film furono proiettati nelle principali città di ogni regione ed anche diffusi all'estero.
Furono realizzate edizioni in inglese, francese, tedesco e spagnolo e furono organizzate numerose proiezioni insieme alle ambasciate ed agli Istituti italiani di cultura, attraverso un accordo col Ministero degli Esteri.
I filmati furono messi in mostra a fiere, giornate italiane ed altre manifestazioni. Il documentario Lazio fu presentato dall'ambasciatore Vinci presso la sede dell'ONU. Il documentario Basilicata e Calabria vinse nel 1968 il primo premio assoluto alla rassegna nazionale del film documentario di Venezia (premio di qualità per la migliore regia; premio di qualità per il miglior commento parlato; premio di qualità per la migliore colonna sonora).
Nel 1978 la RAI trasmise la serie completa. Lo stesso avvenne negli Stati Uniti, Germania, Australia e Cina con altre reti di rilevanza nazionale.
Per la distribuzione nelle scuole e per le TV, oltre alle edizioni in 35 mm, fu approntata l'edizione in 16 mm e ne furono stampate 400 copie. La distribuzione, allora affidata alla DIFI Inforfilm Italia con l'obbligo di prestito gratuito agli enti richiedenti, raggiunse una movimentazione di oltre 1500 copie all'anno.
Molte scuole, istituti culturali ed anche singoli privati chiesero di poter comprare copie dei film. Il Ministero degli Affari Esteri, la Regione Toscana, la Regione Umbria, varie università e l'Alitalia richiesero edizioni speciali per le loro esigenze.
Dal 1969 al 1983 furono pubblicati anche 16 volumi che riproposero tutta la serie dei film. Autori dei volumi furono Quilici ed i letterati che avevano collaborato alle sceneggiature. Rispetto ai 14 film si aggiunse un volume dedicato alle Marche con testo di Dante Cecchi ed un ultimo volume dedicato alla Città del Vaticano, con testo di Giovanni Fallani.
Il successo della serie L'Italia vista dal cielo e l'interesse del pubblico sono ancora vivi tutt'oggi. Attualmente film della serie vengono trasmessi su emittenti locali.
Dal 2002 i singoli documentari sono stati restaurati dalla Esso e stampati su supporti dvd. Contestualmente all'inizio del restauro è stato realizzato anche un volume contenente la sintesi dell'opera. I documentari restaurati sono attualmente distribuiti gratuitamente ed esclusivamente dalla Esso Italiana. In questa versione restaurata, l'intero ciclo è più volte riproposto da Rai Storia.
In uno studio sulla serie, questa viene definita come "una cartografia di salvataggio di una penisola dai 'mille mondi' minacciati dall’irruzione della modernità", capace di fondere "una dimensione analitica e un’accorata urgenza documentaria, celebrando e ponendo interrogativi sui destini delle ricche identità paesaggistiche, antropiche, architettoniche e culturali delle regioni italiane"; nello stesso studio viene discusso l'episodio dedicato a Basilicata e Calabria diretto da Quilici insieme a Giuseppe Berto, notando come questa regione "si fa in questa serie metonimia o epitome discorsiva per un’ansia di deculturazione che interessa l’intera penisola".

## Puntate
| Titolo                   | Anno | Testi                                     | Musiche                         | Voce narrante                   |
| ------------------------ | ---- | ----------------------------------------- | ------------------------------- | ------------------------------- |
| Basilicata e Calabria    | 1968 | Giuseppe Berto e Folco Quilici            | Giancarlo Gazzani               |                                 |
| Veneto e Venezia         | 1968 | Giovanni Commisso e Folco Quilici         | Francesco de Masi               | Giancarlo Sbragia/Nando Gazzolo |
| Emilia Romagna e Marche  | 1968 | Augusto Frassineti e Folco Quilici        | Piero Piccioni                  |                                 |
| Sicilia                  | 1970 | Leonardo Sciascia e Folco Quilici         | Piero Piccioni                  |                                 |
| Abruzzo e Molise         | 1970 | Ignazio Silone e Folco Quilici            | Bruno Nicolai                   |                                 |
| Toscana                  | 1971 | Mario Praz e Folco Quilici                | Piero Piccioni                  |                                 |
| Campania                 | 1971 | Michele Prisco                            | Bruno Nicolai                   |                                 |
| Lombardia                | 1973 | Guido Piovene                             | Piero Piccioni                  |                                 |
| Liguria                  | 1973 | Italo Calvino                             | Piero Piccioni e Luis Bacalov   | Riccardo Cucciolla              |
| Piemonte e Valle d'Aosta | 1974 | Mario Soldati (adattati da Folco Quilici) | Giorgio Zinzi e Giorgio Carnini |                                 |
| Lazio                    | 1974 | Mario Praz e Folco Quilici                | Piero Piccioni                  | Riccardo Cucciolla              |
| Puglia                   | 1976 | Mario Praz                                | Giorgio Zinzi e Giorgio Carnini | Riccardo Cucciolla/Nico Rienzi  |
| Umbria                   | 1976 | Cesare Brandi                             | Bruno Nicolai                   |                                 |
| Sardegna                 | 1978 | Alberto Mario Cirese, Grazia Deledda      | Ennio Morricone                 | Folco Quilici                   |